# موساوار
موساوار (به لاتین: Musavar) یک منطقه مسکونی در جمهوری آذربایجان است که در شهرستان لریک واقع شده است. موساوار ۳۸ نفر جمعیت دارد.

## ریشه واژه
وار (var) یا وُ (vo) در زبان تالشی به‌معنی طرف یا روستا است و موساوار یعنی روستای موسی.